# Die Mondvögel
Die Mondvögel (Les oiseaux de lune) ist ein Stück des französischen Dramatikers Marcel Aymé.
Das Stück wurde 1955 von André Barsacq am Pariser Théâtre de l’Atelier uraufgeführt. Die Hauptrolle des Valentin spielte Jacques Duby. Duby spielte die Rolle auch in der Verfilmung von 1971, die ebenfalls unter der Regie von Barsacq für das französische Fernsehen ORTF entstand. Neben Duby als Valentin und Claude Jade als Sylvie spielte in dieser Inszenierung Pierre Arditi eine seiner ersten Rollen als Inspektor Grindot. In Deutschland wurden „Die Mondvögel“ 1963 von Peter Zadek mit Klaus Kinski und Ilse Pagé verfilmt.

## Handlung
Der junge und phantasiebegabte Valentin ist Oberaufseher an einer Privatschule. Obwohl er verliebt ist in die Sekretärin Sylvie, steht er dennoch inmitten einer kümmerlich freudlosen Menschenwelt. So wie er als Hilfslehrer drangsaliert wird, muss auch Sylvie an der Schule spuren. Sie will ihr Baccalauréat endlich schaffen und arbeitet deshalb zusätzlich als Chaberts Sekretärin.
Egoismus und Bosheit, Geldgier und Geiz, Gefallsucht und unbeherrschte Triebhaftigkeit, Verlogenheit und Eifersucht kennzeichnen das Leben der Direktoratsfamilie; Chabert und Valentin selbst sind glücklos verheiratet, ihre Ehen eine sinnlose Formalität: Eltern und Kinder stehen auf Kriegsfuß; der alte Chabert leidet unter den Qualen der Arbeit, seine Tochter Elisa an ihrer Hässlichkeit, seine Schwiegersöhne sind berufliche Taugenichtse, die nur ein Übermaß an unerwünschten Kindern in die Welt zu setzen wissen, während seine Frau ihr unerfülltes Leben durch den Luxus auffälliger Hüte und amouröser Eskapaden aufzuwerten trachtet.
Armut und Streit in der Familie der Schulleitung werden durch Aufsässigkeit Dummheit und Triebhaftigkeit der Schüler, durch Grausamkeit und liederlichen Lebenswandel ihrer Eltern unerfreulich interpunktiert.
Angesichts dieses insgesamt wenig menschenwürdigen Daseins entschließt sich Valentin, die Menschheit ringsumher zu Vögeln zu verwandeln, was er bezeichnenderweise eine „geistige Operation“, also keine Zauberei, kein Trickspiel, nennt.
So verzaubert Valentin kurzentschlossen und ohne viel Federlesens alle, die ihn „genieren(!)“, wie er es nennt. Den lüsternen Mathematiklehrer Bobignot, als dieser Sylvie bedrängt, verzaubert er noch im Off. Doch als seine Schwiegermutter Amandine Chabert droht, Sylvie zu entlassen, es sei denn, Valentin lasse sich auf ein sexuelles Abenteuer mit seiner Schwiegermama ein, wird sie in einen Vogel verwandelt. Die unzüchtigen und unbegabten Schüler Duperrier und Arbelin wollen sich mal wieder an Sylvie vergehen und enden als Vögel. Die arretierungswütigen und „groben“ Inspektoren Malfrin und Grindet, den sadistischen Papa Périsson, die humorlos bürokratischen Vertreter der Schulbehörde und schließlich fast alle Menschen um ihn herum verwandelt Valentin in Vögel.
Einzig seine Liebe zu Sylvie bestärkt ihn. Der Schüler Raoul Martinon macht Sylvie ebenfalls den Hof. Sylvie ist aufrichtig zu Valentin und die beiden bleiben als einzige unverwandelt. Als der Mond sich wandelt, werden seine Schwager zu Schnecken und Elisas Schwestern zu Pelikanen.
Die Verwandelten erweisen sich jedoch keineswegs als ausgestoßen und einem bösen Fluch verfallen, sondern als befreit und beglückt. Schließlich bezeugen auch die bei Neumond wieder zu Menschen werdenden Mondvögel selbst die höhere sittliche Qualität ihres Vogeldaseins, denn sie haben den Blick für das Wesentliche endlich gewonnen.

## Verfilmungen
Das Drama wurde 1963 von Peter Zadek mit Klaus Kinski als Valentin, Ilse Pagé als Sylvie, Gisela Trowe als Elisa, Stanislav Ledinek als Chabert, Grethe Weiser als Mme Bogignot sowie Roland Kaiser als Schüler Étienne Perisson verfilmt.
In Frankreich entstand 1971 ein Fernsehfilm mit Jacques Duby als Valentin und Claude Jade als Sylvie, die ihre Rollen am Uraufführungsort am Théâtre de l’Atelier gespielt hatten. Aus der Erstfassung wiederholten Pascale de Boysson (als Elisa) und Madeleine Barbulée (als Madame Bobignot) ihre Rollen. Regisseur der Verfilmung war André Barsacq, der bereits 1955 die Uraufführung des Theaterstücks inszeniert hatte, bei der damals schon Jacques Duby den Valentin gespielt hatte. Barsacq starb 1973 ein Jahr vor Ausstrahlung des Films im ORTF 1974.